# 中央ブーゲンビル県
中央ブーゲンビル県 (英語:Central Bougainville District)は、パプアニューギニア独立国、ブーゲンビル自治州を構成する県の一つである。県庁所在地はアラワとキエタである。

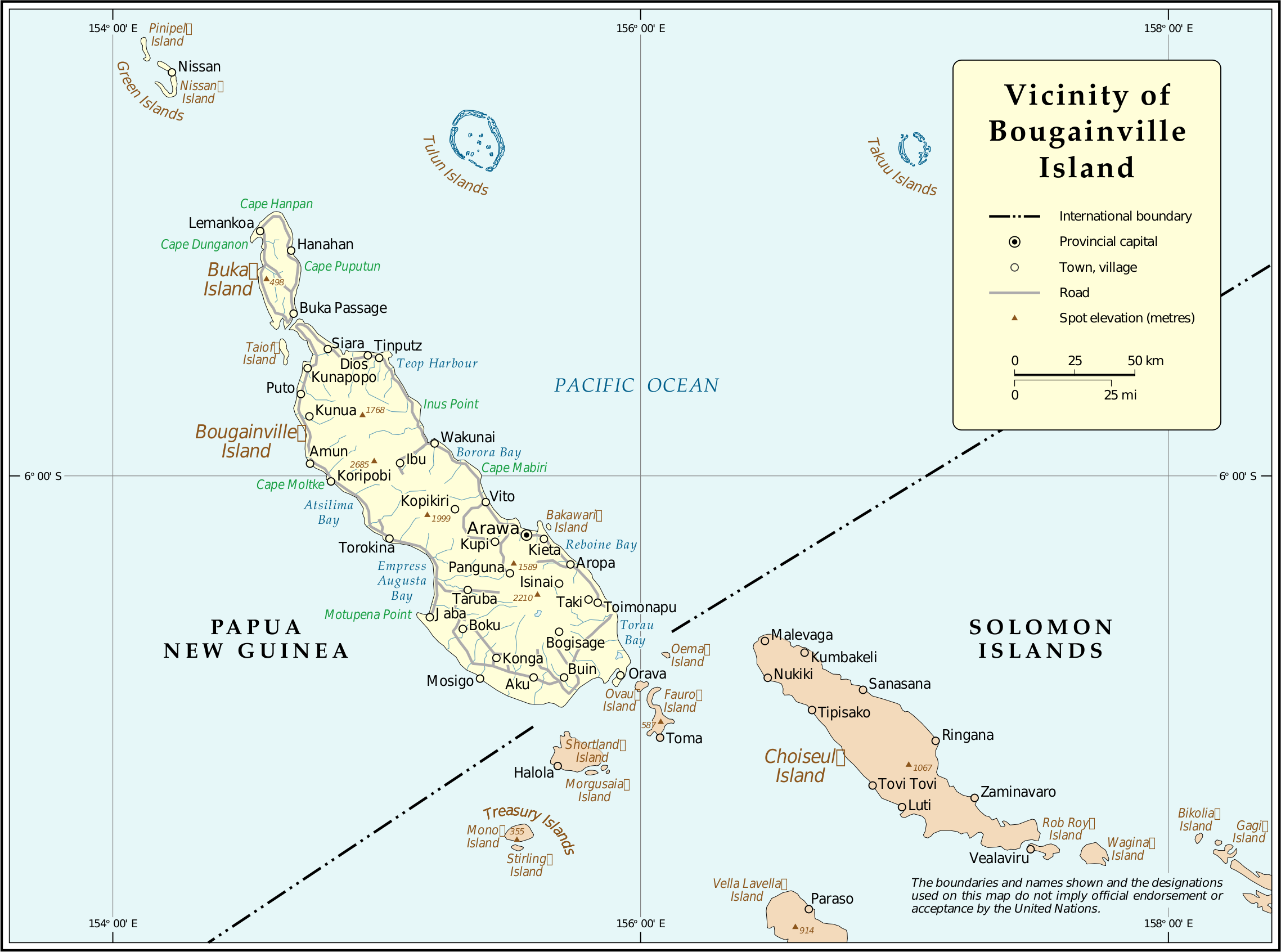
ブーゲンビル自治州の地図

ブーゲンビル自治州の県境地図

| 県                 | 県庁所在地    | 郡                         |
| ------------------ | ------------- | -------------------------- |
| 中央ブーゲンビル県 | アラワ-キエタ | アラワ郡 (Arawa Rural)     |
| 中央ブーゲンビル県 | アラワ-キエタ | ワクナイ郡 (Wakunai Rural) |

## 主要都市
- アラワ
- キエタ
- テペロイ
- マネタイ (Manetai)
- ワカナイ

## 交通
- アラワ空港
- アロパ空港（英語版）
- クルウィナ空港 (Kuruwina Airport)  (IATA: KWV)
- マネタイ空港 (IATA: MVI)
- ワカナイ空港（英語版）